# Volt (bedrijf)

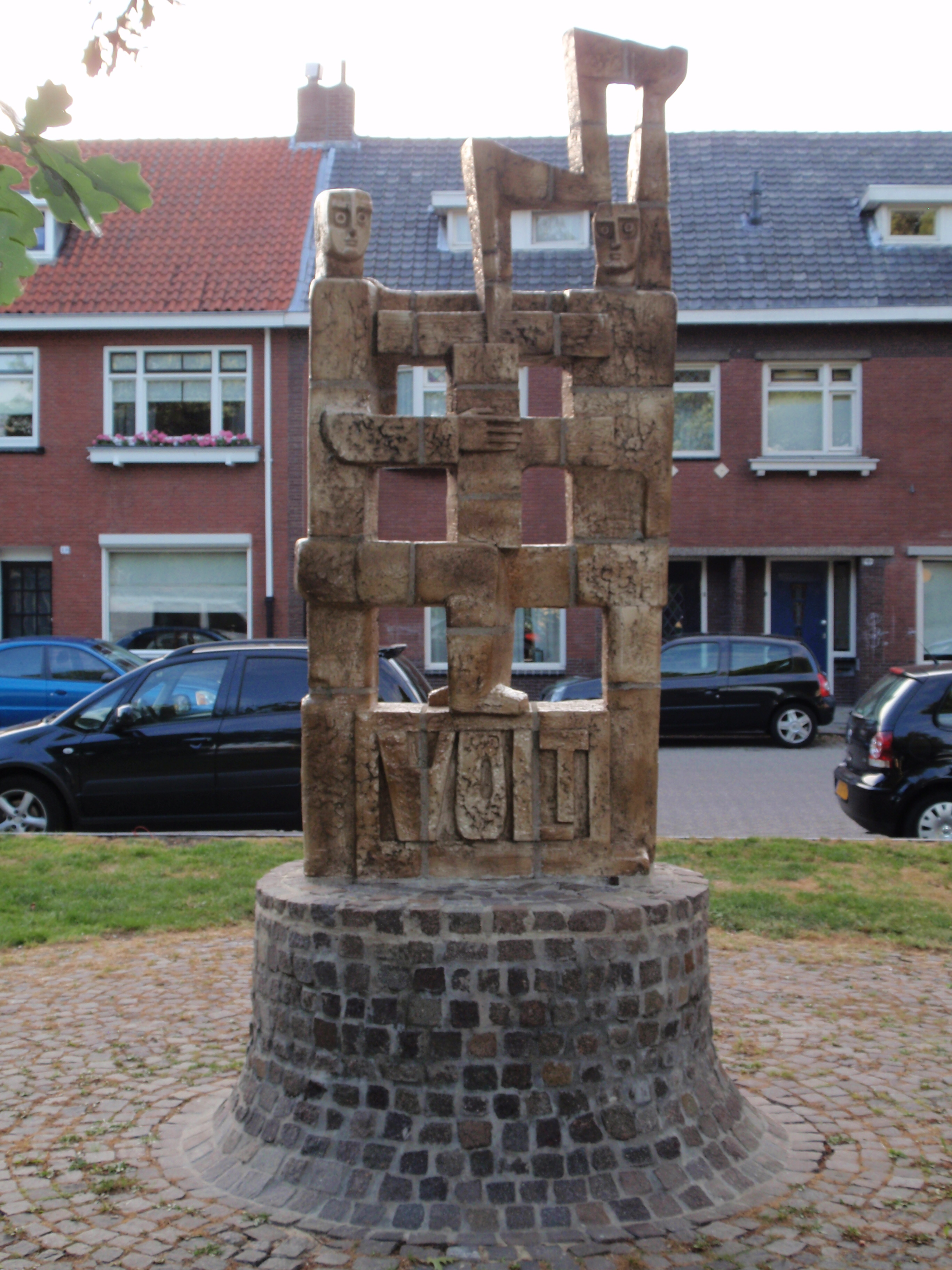
De Volt Vonk, een monument opgericht in Tilburg in 2002, ter herinnering aan Volt

Metaaldraadgloeilampenfabriek Volt (kortweg Volt genaamd) was een bedrijf te Tilburg dat op 26 mei 1909 werd opgericht met het doel om gloeilampen te fabriceren. Het was daarmee een van de laatste zelfstandige gloeilampenfabrieken die in Nederland werden opgericht.

## Geschiedenis

### Voorgeschiedenis
Aan de wieg van het bedrijf stonden kooplieden, en geen technici zoals bij Philips. Een van deze oprichters was de wijnhandelaar F.J.J.B. Verbunt. Men begon in een oud pakhuis aan de Schoolstraat te Tilburg, maar verhuisde nog hetzelfde jaar naar een leegstaande leerlooierij, die toebehoord had aan de Tilburgsche Lederfabriek. Deze stond aan de Nieuwe Goirleseweg, die later tot Voltstraat zou worden omgedoopt. Men begon met 36 werknemers en de elektriciteit werd in eigen beheer opgewekt. Het viel niet mee om aan personeel te komen, want er werden in die tijd meerdere gloeilampenfabrieken opgericht. Men wist het  Lelios patent te verwerven en Lelios werd ook een van de merknamen, naast onder meer Astra en Duolite. 
De lampen werden verkocht over de gehele wereld, en in 1911 werd de fabriek uitgebreid. In 1912 werkten er reeds 183 mensen. Maar tijdens de Eerste Wereldoorlog waren er problemen met de grondstoffenvoorziening en met het bombardement op twee schepen die Volt-lampen naar Engeland vervoerden. Toch groeide het bedrijf tijdens de oorlogsjaren en werd er ook  winst geboekt.
De vraag naar gloeilampen steeg en er werden prijsafspraken met Pope en Philips gemaakt, wat leidde tot het PPV-contract'. Philips leverde ook kapitaal voor de uitbreiding van Volt, waardoor de invloed van Philips op Volt toenam. Bovendien werd in 1919 door Volt een gloeilampenfabriek in België opgericht, en wel in Deurne. Deze heette Société Belge Volta.
Aangezien nieuwe uitbreidingen noodzakelijk waren was er kapitaal nodig dat door Philips verschaft werd, waardoor dit bedrijf zijn invloed op Volt zag groeien.

### Philips
Vanaf 1925 kwam de fabriek, die sterk was gegroeid, vrijwel geheel onder invloed van Philips. Het Deurnese Volta werd door Philips overgenomen en ging nu Usines Philips Belge heten. Dit bedrijf verhuisde in 1930 naar Leuven, waarop de gebouwen van UPB in 1931 werden verkocht.
Ondertussen werd de doelstelling van het bedrijf aangepast. In plaats van gloeilampen ging men radio-onderdelen fabriceren, waaronder transformatoren en gelijkrichters. Vanaf 1928 werden er ook spoelen en variabele condensatoren geproduceerd, en deze producten zouden vele decennia lang het zwaartepunt van de productie vormen. Het personeelsbestand steeg tot 1629 in 1929.
De economische crisis van de jaren 30 van de 20e eeuw leidde tot massa-ontslagen, waardoor er in 1935 nog slechts 820 mensen werkten. Ook salarisverlagingen werden doorgevoerd. Daarna kwam de oorlogsdreiging, waarbij Volt granaathulzen voor het Nederlandse leger ging maken. Men trof voorbereidingen om de metaalwarenafdeling in geval van nood naar de vesting Holland over te brengen, dat wil zeggen de vestiging van Philips-Johan de Witt te Dordrecht. Doch de bezetter kwam en zette de fabriek in voor oorlogsproductie, het zogenaamde Gera project. De weinige civiele productie bestond voornamelijk uit knijpkatten en fietsachterlichtjes. Natuurlijk probeerde de NSB, via het Nederlands Arbeids Front, zieltjes te winnen, maar ze werd daarbij tegengewerkt door de directie en het personeel.
Vlak voor de Bevrijding, op 26 oktober 1944, blies de bezetter de machinekamer op, waardoor het bedrijf zonder stroom kwam te zitten. Op 27 oktober 1944 werd de metaalwarenafdeling beschadigd bij gevechten, maar werd Tilburg bevrijd.
In maart 1945 kon de fabriek echter weer in gebruik worden genomen, en het aantal personeelsleden nam weer toe tot 1302 aan het eind van dat jaar. Het jaar daarop kon alweer winst worden gemaakt. Naast spoelen en condensatoren maakte men ook rotoren en statoren voor scheerapparaten en radiobuizen. Er was weer optimisme bij de viering van het 40-jarig jubileum.
Volgens familiale bronnen (A.Overkleeft) werd tussen 1970 en 1973 ook bij de Volt in Tilburg, onder de naam Philips ,  in het droge lab, gewerkt aan het zogenoemde kwadrafonie Quadrafonie aspect.

### Wederopbouw
De komst van de televisie bracht nieuwe opgaven met zich mee: spoelen, kanalenkiezers, deflectie-units en transformatoren waren nodig. In 1952 werd alweer en nieuwe hal gebouwd, en in 1961 een nieuw hoofdkantoor. Voorts werden er nieuwe vestigingen geopend, en wel in Oosterhout en in Turnhout.
De vestiging in Oosterhout werd gestart in 1951, nadat in 1950 een oude fineerfabriek werd gekocht, die op haar beurt weer in een oude bierbrouwerij was gehuisvest. Hier werden spoelen vervaardigd, maar in 1968 ging het bedrijf over naar de hoofdindustriegroep ELA, die er magneetbanden ging produceren. Later kwam het bedrijf in handen van PDM, een joint venture van Philips en DuPont, om in 1993 gesloten te worden.
De vestiging in Turnhout startte in 1955 in een oude textielfabriek. Hier werden transformatoren gemaakt. Ook in 1955 was de hoofdindustriegroep Licht, op een andere locatie begonnen. Beide activiteiten werden in 1957 samengebracht in een nieuw pand. In 1972 werd echter besloten om de Volt-activiteiten geleidelijk af te bouwen, en in 1977 beëindigde de productie van transformatoren.
In Tilburg werkten op het hoogtepunt van de groei, in 1961, 5049 mensen. Daarna nam het personeelsbestand langzamerhand af.

### Achteruitgang
Het 50-jarig jubileum in 1959 werd nog in een sfeer van optimisme gevierd. Er werd een reliëf aangeboden, waarin 'groei en samenwerking' tot uitdrukking werd gebracht. Langzaamaan echter begon de concurrentie uit het Verre Oosten, te beginnen bij Japan, heftiger te worden. Het personeelsbestand stagneerde op ongeveer 3000 mensen, de omzet steeg tot 1976, maar er werd geen winst gemaakt. Men ging ook over op parttime werkers. Ook verplaatste men productie naar de lagelonenlanden zoals het toen nog fascistische Portugal, waar in 1970 te Ovar een spoelenfabriek werd geopend. Verder verloor men, door concentratie van activiteiten, productie aan het Duitse Wetzlar, terwijl andere activiteiten in1979 naar de Philipsvestiging in Zwolle verhuisden.
Niettemin werd een nieuw en modern complex in Tilburg-Noord gebouwd dat in 1980 geheel werd betrokken. Een beeld van Paul Vincken, de Volt Vonk genaamd, verving het reliëf, dat niet uit het voormalige gebouw verwijderd kon worden. Ook dit verzinnebeeldde samenwerking, maar van groei was geen sprake meer. In 1981 werkten er nog 2111 mensen. Dit aantal verminderde ook door automatisering. Verder nam de vraag naar spoelen af vanwege technische ontwikkelingen. In 1982 werd aan werknemers ouder dan 57½ jaar de mogelijkheid geboden om vervroegd uit te treden. Even was er een korte opleving en in 1983 werd zelfs weer nieuw personeel aangenomen. Er werd beloofd om een ontwikkelgroep met de naam Wire Wound Components (WWC) naar Tilburg over te brengen.

## Het einde
Al dit optimisme, uitgesproken tijdens het 75-jarig jubileum in 1984, mocht echter niet baten. Er was weinig werk en men nam soms extra werk voor derden aan, zoals de montage van draadbomen voor Volvo. In dit jaar verdween ook de naam Volt. Hoewel in 1985 het WWC lab naar Tilburg kwam, daalde het aantal medewerkers steeds verder. Op het einde van 1986 waren dat er nog 1671. In 1988 vond er een verdere herstructurering plaats, die 450 banen kostte, vooral van mensen die ouder waren dan 55 jaar. Voor hen was er een vertrekregeling. Doch het voortbestaan van het bedrijf bleef bedreigd, al probeerde men het bestaan te rekken door het introduceren van nieuwe technologieën en producten. Doch in 1990 werd bekendgemaakt dat het moederbedrijf Philips eveneens zware verliezen maakte. Ondanks beloften voor nieuwe activiteiten, zoals de assemblage van personal computers, verdwenen er steeds meer banen. In 1991 waren er nog 646 medewerkers, mede door de operatie Centurion. In 1992 verdween bovendien de assemblage van de pc's naar Montreal. Op 31 december 1992 waren er nog slechts 340 werknemers bij het bedrijf werkzaam. Eigenlijk functioneerde alleen de WWC nog maar, met ontwikkeling, pilotfabricage en de productie van hoogwaardige producten. De massaproductie was al naar het Verre Oosten verplaatst. Nu wilde men Volt ombouwen tot een internationaal kenniscentrum voor spoelen, en dat had op het eind van 1994 nog maar 130 medewerkers. Men begon gebouwen te verkopen en de productie af te bouwen, en het kenniscentrum werd naar Eindhoven verplaatst.
Volt werd voorgoed stilgelegd in het jaar 1999. Het enige dat bleef was de Volt Vonk, die in 2002 op het Transvaalplein te Tilburg werd heropgericht, als herinnering aan wat eens was.

## Externe bron
- J.R.O. Trommelen, Volt 1909-1984, Gedenkboek, Eindhoven: Greve Offset
- Jeroen Trommelen en Jan van Iersel, Tussen gloeilamp en hoogspanningstrafo, 1909-1999. Tilburg: Drukkerij Gianotten.